# Pusztai Péter (grafikus)
Pusztai Péter (Középajta, 1947. január 21. – Montréal, 2022. október 11.) erdélyi magyar grafikus.

## Életútja
A bukaresti Nicolae Grigorescu Képzőművészeti Főiskolán Kazár László tanítványaként szerzett oklevelet (1974). 1974-81 között az Ifjúmunkás grafikai szerkesztője, valamint (többek között) a Kriterion Könyvkiadó külső munkatársa is volt. 1981-től a kanadai Montréalban élt.

## Munkássága
Az alkalmazott grafika változatos műfajai foglalkoztatták. Készített könyvborítókat, illusztrációkat, plakátokat, művészi fényképeket, a Kriterion kiadványait népszerűsítő plakátokat. Alkotásai több nemzetközi grafikai és plakátkiállításon arattak sikert, így Varsóban 1974-ben és 1975-ben, Barcelonában 1975-ben, Montréalban, Brüsszelben, Bázelben, Genfben és Bonnban. A romániai falurombolások ellen tiltakozó plakátja a diktatúra idején világszerte ismertté vált. 
1990-ben ő tervezte az Erdélyi Szépmíves Céh új sorozatának könyvborítóját. 1991-ben művészi fényképeiből állított ki Kolozsvárt.